# Theo Bot

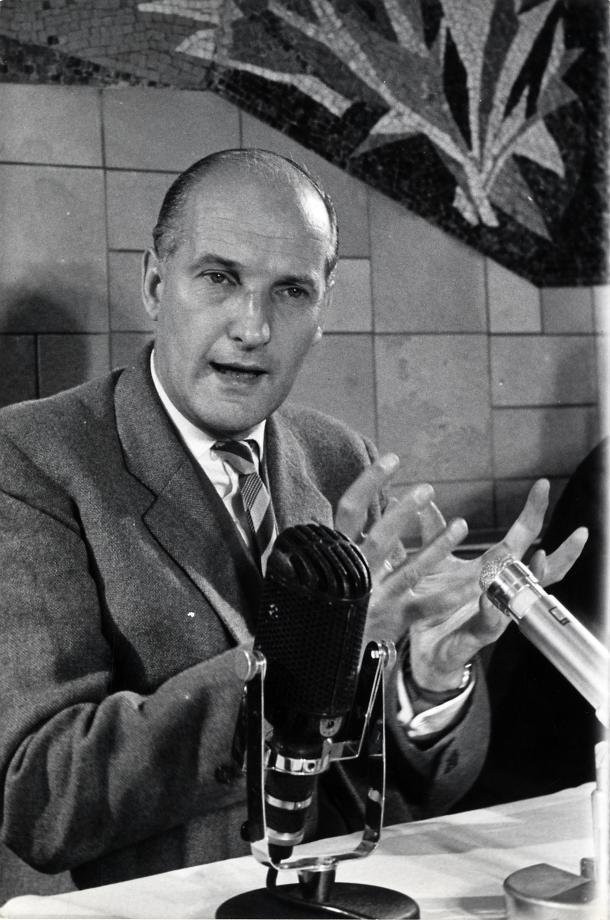
Theo Bot (1960)

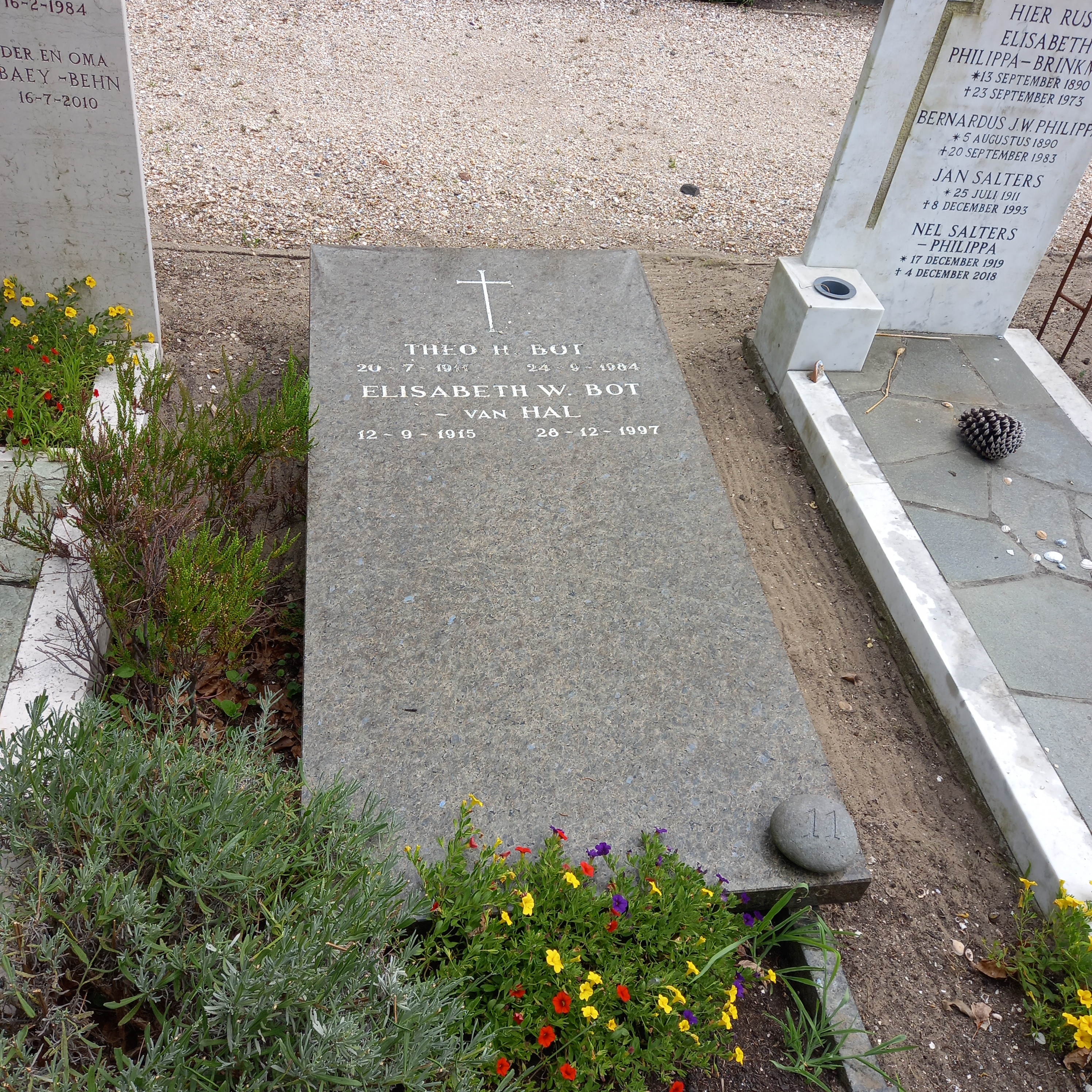
Das Grab von Theo Bot und seiner Ehefrau Elisabeth van Hal auf dem katholischen Friedhof Sint Petrus Banden in Den Haag

Theodorus „Theo“ Hendrikus Bot (* 20. Juli 1911 in Dordrecht, Provinz Südholland; † 24. September 1984 in Den Haag) war ein niederländischer Kolonialbeamter, Politiker der Katholieke Volkspartij (KVP) und später Diplomat. Er war unter anderem Staatssekretär für Niederländisch-Neuguinea (1959–1963), Minister für Bildung (1963–1965) und Entwicklungshilfe (1965–1967), Botschafter in Kanada (1968–1973) und Österreich (1973–1976).

## Leben

### Studium, Kriegsgefangenschaft und berufliche Laufbahn
Bot begann nach dem Besuch des Gemeentelijk Gymnasium in Apeldoorn 1930 ein Studium im Fach Indisches Recht an der Rijksuniversiteit Utrecht, das er im September 1936 abschloss. Zwischenzeitlich absolvierte er auch die Schule für Reserveoffiziere der berittenen Artillerie SROBA (School voor Reserve-Officieren der Bereden-Artillerie) in Ede und war zuletzt Reserve-Oberleutnant der berittenen Artillerie.
Nach Abschluss seines Studiums war er von 1936 bis 1942 Beamter im Ostasiatischen Dienst für Niederländisch-Indien in Purwakarta und Sukabumi. Während des Zweiten Weltkrieges leistete er dort zugleich seit 1940 seinen Militärdienst, ehe er am 8. März 1942 auf Java in Kriegsgefangenschaft geriet, die er bis zum 30. September 1945 in Birma und Thailand verbrachte.
Nach seiner Rückkehr in die Niederlande am 21. März 1946 war Bot bis zum 1. Juni 1948 kommissarischer Leiter der Abteilung für die Vorbereitung staatsrechtlicher Reformen im ehemaligen Kolonialministerium, das nun Ministerium für überseeische Reichsgebiete (Ministerie van Overzeese Rijksdelen) hieß. Anschließend war er bis zum 1. März 1949 kommissarischer Leiter der Politischen Abteilung beim Allgemeinen Sekretariat für Niederländisch-Indien und dann bis zum 1. Januar 1950 Politischer Berater des Hohen Vertreter der Krone in Niederländisch-Indien. 
Um den Indonesischen Unabhängigkeitskrieg zu beenden, erkannten die Niederlande im Dezember 1949 die Unabhängigkeit Indonesiens an, allerdings unter der Bedingung, dass dieses durch die Niederländisch-Indonesische Union mit der bisherigen Kolonialmacht verbunden blieb. Danach war Bot vom 1. Januar 1950 bis zum 1. März 1954 zeitgleich als Vize-Generalsekretär der Niederländisch-Indonesischen Union sowie als Berater im allgemeinen Dienst des Ministeriums für Unionsangelegenheiten und überseeische Reichsgebiete (Ministerie van Uniezaken en Overzeese Rijksdelen) tätig.
Anschließend fungierte er vom 1. März 1954 bis zum 23. November 1959 als Referatsleiter für westliche Zusammenarbeit mit NATO und WEU im Außenministerium (Ministerie van Buitenlandse Zaken). Für seine Verdienste wurde ihm am 29. April 1957 das Ritterkreuz des Orden vom Niederländischen Löwen verliehen.

### Staatssekretär, Minister und Botschafter

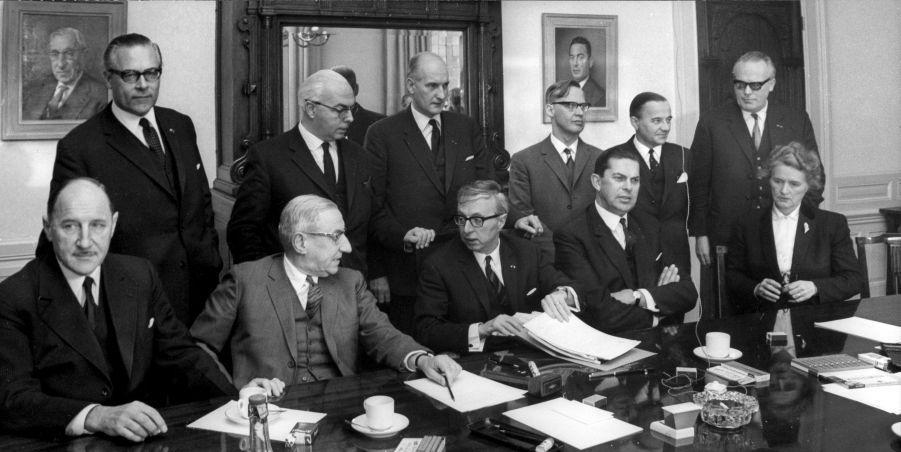
Die Minister des Kabinetts Zijlstra 1966 (Theo Bot, hintere Reihe, 3.v.l.)

Am 23. November 1959 wurde Bot von Ministerpräsident Jan de Quay (KVP) zum Staatssekretär für Angelegenheiten von Niederländisch-Neuguinea im Innenministerium (Ministerie van Binnenlandse Zaken) in dessen Kabinett berufen und behielt diese Funktion bis zum 24. Juli 1963. Indonesien beanspruchte die noch unter niederländischer Herrschaft stehende Westhälfte Neuguineas für sich und drohte ab 1961, dieses notfalls mit Waffengewalt zu erobern. Nach dem New Yorker Abkommen im August 1962 übergaben die Niederlande das Gebiet in die Verwaltung der Vereinten Nationen, die es im Folgejahr an Indonesien übertrugen. 
Bei der Parlamentswahl im Mai 1963 wurde Bot als Vertreter der Katholieke Volkspartij (KVP) in die Zweite Kammer der Generalstaaten gewählt. Nach kurzer Zeit verzichtete er aber auf das Mandat, um weiterhin der Regierung anzugehören. De Quays Nachfolger Victor Marijnen (KVP) ernannte Bot am 24. Juli 1963 zum Minister für Bildung, Kunst und Wissenschaften (Minister van Onderwijs, Kunsten en Wetenschappen), dieses Amt bekleidete er bis zum 14. April 1965. 
Im Anschluss berief ihn der neue Ministerpräsident Jo Cals (KVP) am 14. April 1965 zum Minister ohne Geschäftsbereich mit der Verantwortung für Hilfen für Entwicklungsländer – Bot war der erste niederländische Minister mit dieser Zuständigkeit. Er übte dieses Amt auch in der danach von Ministerpräsident Jelle Zijlstra (ARP) gebildeten Regierung bis zum 5. April 1967 aus. Nach seinem Ausscheiden aus der Regierung wurde er am 17. April 1967 zum Kommandeur des Orden von Oranien-Nassau ernannt.
Nachdem Bot seit April 1967 beurlaubt war, wurde er im September 1967 zum Botschafter der Niederlande in Kanada ernannt und übte dieses Amt vom 17. Januar 1968 bis Juli 1973 aus. Danach fungierte er von Juli 1973 bis zum 1. August 1976 als Botschafter in Österreich und war zugleich Ständiger Vertreter der Niederlande bei der 
Internationalen Atomenergie-Organisation (IAEA) in Wien.
1979 war Bot Vorsitzender der Stiftung der Nationalen Kommission für das Internationale Jahr des Kindes.
Sein Sohn Ben Bot war ebenfalls Botschafter und von 2003 bis 2007 Außenminister der Niederlande.